# Maurice Pernety
Pour les articles homonymes, voir Pernety.
Joseph Maurice Pernety (Paris, 2 février 1844 - Arcachon, 23 février 1920) est un écrivain et homme politique français.

## Biographie
Il est le fils de Didier Alexandre Pernety et de Cécile de La Tour Saint-Ygeste, dite « la baronne Poisson », et le petit-neveu du général Joseph Marie de Pernety (1er vicomte Pernety), mort sans descendance, et dont l'empereur Napoléon III permet la transmission du titre de vicomte Pernety (2e), à son avantage, le 4 février 1865.
Il est écuyer de l'empereur Napoléon III, chef de cabinet du baron Haussmann, et épouse en 1865 sa fille Valentine, dont il divorce en 1891.

## Œuvres
- De la séparation de corps, 1863
- La Carte forcée, comédie en deux actes, avec Hector Crémieux, Théâtre du Gymnase, 1882